# Габровник
Габровник (словен. Gabrovnik) — поселення в общині Словенське Коніце, Савинський регіон, Словенія. Висота над рівнем моря: 382,4 м.